# Toa Alta
Toa Alta es un municipio del Estado Libre Asociado de Puerto Rico. Está localizada en la región norte, al oeste de Bayamón, sur de Dorado y Toa Baja, norte de Naranjito, y este de Vega Alta y Corozal. Toa Alta esta distribuido en ocho barrios, además del pueblo. Es parte del Área Metropolitana de San Juan-Caguas-Guaynabo.

## Contexto histórico
El Municipio de Toa Alta es uno de los más antiguos de Puerto Rico; pues se fundó a mediados del siglo XVIII, específicamente en el año 1751, seis años después de la fundación de Toa Baja. Aunque ya para el siglo XVI en el 1509 estaba establecido en el litoral una hacienda la cual era conocida como Granja de los Reyes Católicos, también conocido como Valle del Thoa por los taínos de la época. Para el año 1751, oficialmente se constituye como pueblo y para ese entonces era Gobernador de la Isla, Don Agustín Parejas. Ya para el siglo XIX 72 de los 78 municipios se habían constituido. En el siglo XX se completaron los 78 municipios con la incorporación de Jayuya, Guaynabo, Hormigueros, Villalba, Canóvanas y Florida. Estas tierras una vez le pertenecieron al Cacique Aramaná, como lo fue Dorado, Toa Baja, Corozal y Naranjito. Su fundador fue San Fernando en el año 1751

## Bandera
El 1 de marzo de 1983, se adoptaron oficialmente la bandera, escudo y sello municipal de Toa Alta. Estos emblemas están basados en los diseños del profesor Hernán E. Pérez con la asesoría en heráldica de Don Roberto Beascochea Lotta. La bandera se describe como sigue: tercia horizontal, doble al alto y al bajo, la franja central amarilla y la superior e interior roja. En el cantón alto del extremo izquierdo está una estrella amarilla de ocho puntas.

## Escudo
Para el año 1976, el presidente del Centro Cultural de Toa Alta, Don Hernán E. Pérez, se percató de que Toa Alta no tenía bandera ni escudo oficial. Ante esta situación, dirigió sus esfuerzos hacia el estudio y creación de los mismos. Recogió información y buscó asesoría en heráldica, de Don Roberto Beascochea Lotta.
Finalmente, en el año 1983, por medio de la ordenanza Municipal Núm. 20, se adoptó el escudo oficial (bandera y sello municipal).
El escudo recoge la tradición cristiana al honrar a San Fernando Rey como patrón de Toa Alta. Resalta el valor, la honradez y lealtad de los toalteños al incluir en el escusón izquierdo un lucero que representa los naturales de Toa Alta: los hermanos José y Francisco Díaz, quienes se coronaron de gloria al luchar contra los ingleses durante la invasión del 1797. Culmina este hermoso escudo con un lema que su creador quiso dejar para la presente y futuras generaciones. Un lema de pocas palabras pero de gran significado. La frase latina "NON DESERIT ALTA" significa "NO ABANDONE LAS CAUSAS JUSTAS" o "NOBLES".
Quien no abandona las causas justas o nobles es el que vive siguiendo la dirección que le dictan los más altos principios y valores humanos. Con este lema, deja un mensaje permanente al pueblo de Toa Alta para que cada toalteño haga suyo un estilo de vida donde los valores y principios humanos tengan un sitial de honor.

### Descripción
Su descripción heráldica lo representa de la siguiente manera: de oro, de palo de gules (rojo) cargado de una espada de plata guarnecida de oro y separada de una corona del mismo metal, acostado de dos escusones de gules, cargado el de la diestra de una torre de oro superada de una creciente de plata y el de la siniestra de una estrella de oro de ocho rayos. Al timbre, corona mural de oro de cinco torres mamposteadas de sable y adjuradas de gules. El lema, inferior al escudo escrito en caracteres negros sobre una cinta volante blanca con la frase "Non Deserit Alta", que traducido del latín significa: "No Abandone Las Causas Justas".

## Demografía

### Barrios
- Pueblo
- Contorno
- Galateo
- Mucarabones
- Ortiz
- Piñas
- Quebrada Arenas
- Quebrada Cruz
- Río Lajas

## Topografía
Toa Alta está localizado en las colinas onduladas que sirven de transición entre las montañas centrales y los llanos de la costa norte. Su extensión total es de 18,100 cuerdas.

## Patrimonio
- Árbol legendario de "Bala de Cañón"
- Teatro Municipal Tomas "Maso" Rivera
- Estatua de Tomas "Maso" Rivera
- Plaza de recreo Egozcué
- Iglesia católica San Fernando Rey
- Centro de recreación Villa Tropical
- Valle "El Toa"
- Lago "La Plata"
- Monumento de Abelardo Díaz Alfaro
- Fuente "La Rotonda"

## Festivales y Eventos
- Festival de las Octavitas - enero
- Entrega de Juguetes Día de Reyes - enero
- Festival de la Chopa - marzo
- Olimpiadas Especiales - abril
- Fiestas de Pueblo - mayo
- Maratón Fiestas de Pueblo - mayo
- Festival Día del Niño - agosto
- Torneo José "Cheo" Cuadrado - septiembre
- Torneo Coliceba - septiembre
- Torneo El Josco - octubre
- Copa Old Timers Gabriel Cabeza - octubre
- Cartelera de Boxeo Cuba Libre - noviembre
- Eliminatoria Campo Traviesa - noviembre
- Maratón del Pavo - noviembre
- Torneo El Gory - diciembre
- Valores Deportivos del Año - diciembre
- Trullas Navideñas - diciembre
- Clínicas Deportivas - todo el año

## Educación

### Escuelas Elementales
- Alejandro Junior Cruz
- Heraclio Rivera Colón
- José De Diego
- José María Del Valle
- Luis Muños Rivera
- Manuel Velilla
- María C. Osorio
- Merced Marcano
- Secundino Díaz
- Violanta Jimenéz
- Virgilio Morales
- Institución Privada: Colegio Nacional de Puerto Rico.

### Escuelas Intermedias
- Abelardo Díaz Alfaro
- Felipe Díaz González
- José Pablo Morales

### Escuelas Superiores
- Adela Rolón Fuentes
- Nicolás Sevilla Guemárez
- Tomás ''Maso'' Rivera Morales